# 別俣村
別俣村（べつまたむら）は、かつて新潟県刈羽郡にあった村。

## 沿革
- 1889年（明治22年）4月1日 - 町村制施行に伴い刈羽郡久米村、水上村、細越村が合併し、別俣村が発足。
- 1901年（明治34年）11月1日 - 刈羽郡上条村と合併し、上条村を新設して消滅。